# Rendezvous (Prison Break)
Rendezvous este al  10-lea episod din sezonul al 2-lea al serialului de televiziune Prison Break.